# Стелаӏад

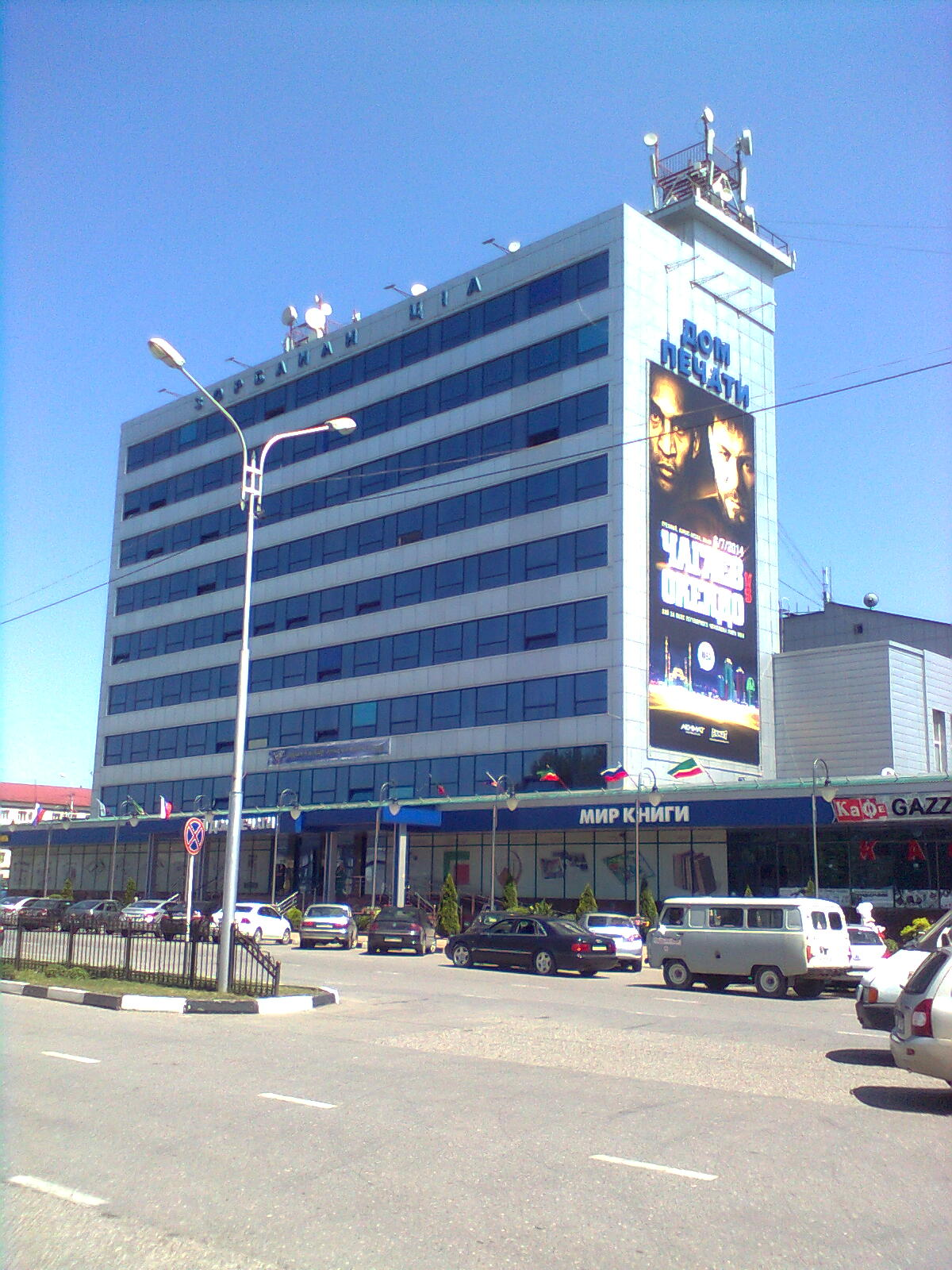
Здание Дома Печати, в котором размещается редакция

«Сте́лаӏад» (с чеч. — «радуга») — детский ежемесячный литературно-художественный журнал на чеченском языке. Издаётся с 1986 года. В первые годы существования тираж составлял 36 тысяч экземпляров.
Формат A4, тираж 5 тысяч экземпляров. Распространяется бесплатно, главным образом через Министерство образования Чеченской Республики.
С журналом в разное время сотрудничали чеченские поэты и писатели Леча Абдулаев, Муса Ахмадов, Апти Бисултанов, Мадула Завриев, Руслан Кадиев и другие.
В журнале печатаются рассказы, стихи, загадки, рисунки, авторами которых являются дети, произведения современных чеченских детских писателей, русская классика для детей, специально переведённая на чеченский язык. Кроме того, редакция регулярно проводит выставки детских фотографий.
В 1993-2007 годах главным редактором журнала был Имран Джанаралиев.